# آجر شاموتی

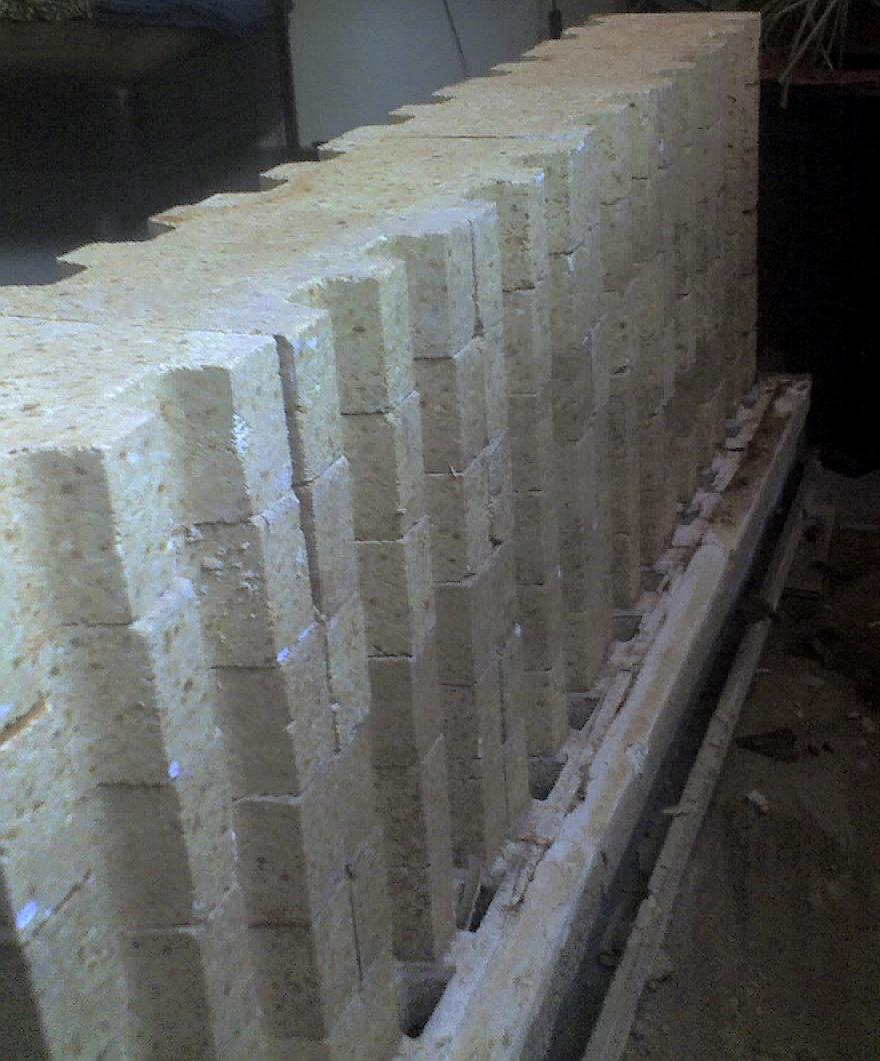
آجرهای نسوز

آجر شاموتی یکی از انواع آجر نسوز است که از اکسید سیلیسیوم (SiO2) و اکسید آلومینیوم (Al2O3) ساخته می‌شود. این آجر دارای کاربردهای گسترده‌ای است و انواع مختلفی از آن وجود دارد.

## ترکیب مواد اولیه
آجرهای شاموتی عمدتاً شامل SiO2 و Al2O3 می‌شوند. میزان SiO2 در ترکیب آجرهای شاموتی ۵۰ تا ۸۵ درصد و میزان Al2O3 بین ۱۰ تا ۴۵ درصد است. این آجرها دارای حداکثر ۳ درصد Fe2O3، سه درصد TiO2 و مقادیر کمی اکسید منیزیم، اکسید کلسیم، اکسید سدیم و اکسید پتاسیم است. برای دستیابی به چنین ترکیبی، عمدتاً رس یا شاموت پخته شده از رس‌ها به‌عنوان مواد اولیه مورد استفاده قرار می‌گیرد. رنگ این آجر عمدتا در کوره های آجرپزی عمدتا از طریف رنگی رنگ زرد تا پرتقالی رنگ ادامه پیدا میکند و بسته به مدت زمان ماندن در کوره و درجه حرارت پخت آن می باشد.

## فرایند تولید
ماده اولیه اصلی آجرهای شاموتی، رس است. بخشی از رس می‌بایست تحت عملیات پیش‌پخت قرار بگیرد. این کار در دمای ۱۲۰۰ تا ۱۵۰۰ درجه سانتی‌گراد در کوره‌های قائم، کوره‌های دوار یا کوره‌های تونلی صورت می‌گیرد. محصول این فرایند شاموت است که می‌بایست خرد و دانه‌بندی شود. شاموت دانه‌بندی شده، سپس با مقدار مناسبی رس و آب مخلوط می‌شود. مراحل بعدی عبارتند از شکل‌دهی، خشک کردن و پختن. پخت آجرهای شاموتی معمولاً در دمای ۱۲۵۰ تا ۱۵۰۰ درجه سانتی‌گراد در کوره تونلی صورت می‌گیرد.

## فازهای موجود در محصول
فازهای اصلی موجود در آجرهای شاموتی عبارتند از: مولایت و فاز شیشه. فاز شیشه بین ۴۰ تا ۵۵ درصد آجر را تشکیل می‌دهد. همچنین بسته به شرایط می‌توان آثاری از تری‌دیمیت و کریستوبالیت نیز در آجر شاموتی یافت.

## کاربردها
مهمترین کاربردهای آجر شاموتی در پوشش دیوار داخلی کوره‌ها، دستگاه دمش کوره بلند، ریخته‌گری فولاد، کوره‌های پخت کک، کوره سیمان، کوره ذوب فلزات غیرآهنی، و صنعت شیشه می‌باشد.
بخاطر تحمل درجه حرارتی بالا، از این محصول در موارد متعددی همچون موارد زیر استفاده می شود.
- نمای خارجی و داخلی ساختمان با آجر شاموتی امیران
- صنایع ریخته‌گری آهن و فولاد
- صنایع ذوب شیشه و شیشه‌گری
- کوره های ذوب فلزات
- کوره های آجر پزی
- کوره ذغال سازی
- داخل شومینه و باربیکیو